# 新加坡鸚嘴魚
新加坡鸚嘴魚，又名綠頷鸚哥魚，俗名鸚哥、青衫（雄）、蠔魚（雌），為輻鰭魚綱鱸形目隆頭魚亞目鸚哥魚科的其中一種。

## 分布
本魚分布於印度西太平洋區，包括馬爾地夫、斯里蘭卡、台灣、菲律賓、馬來西亞、印尼、新幾內亞、澳洲東岸等海域。

## 深度
水深1至25公尺。

## 特徵
本魚開始型雌魚，體棕紅色，各鱗片具淡色緣。身體佈有藍色小斑點，尤其頰部更具有小斑點結合成藍色短斑紋。終端型雄魚，體深藍綠色，各鱗片具淡色緣。腹部色淡。吻部及頰部形成淡藍綠色的不規則斑。背鰭深藍綠色相間有棕黃色的垂直窄斑紋。雌魚及雄魚均為不明顯的雙凹形尾。背鰭硬棘9枚、背鰭軟條10枚、臀鰭硬棘3枚、臀鰭軟條9枚。體長可達70公分。

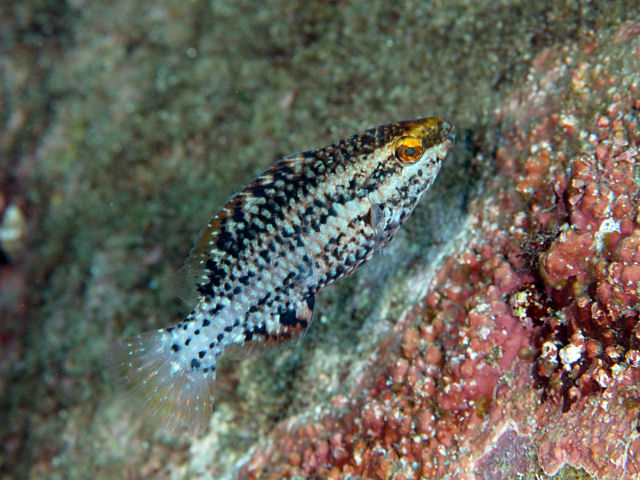
稚魚
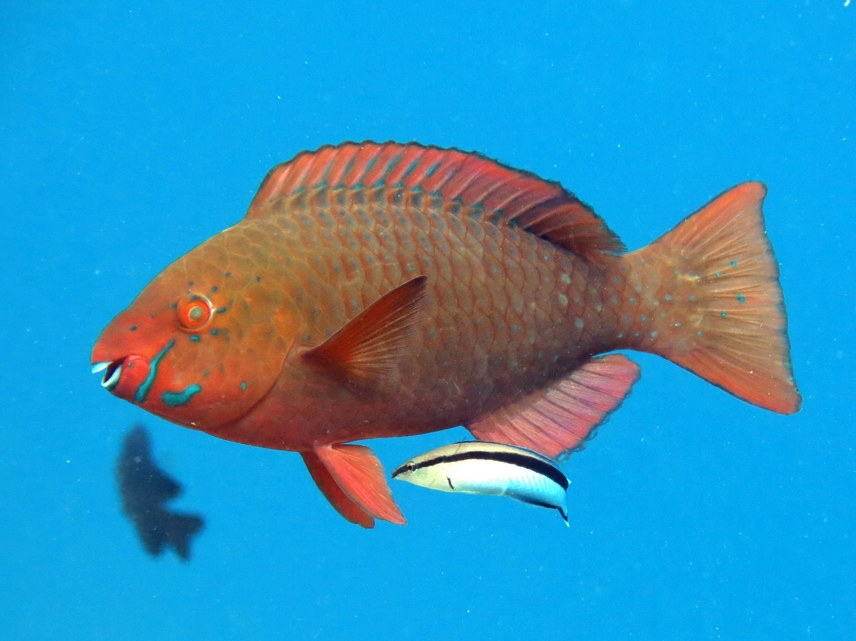
初型雌魚
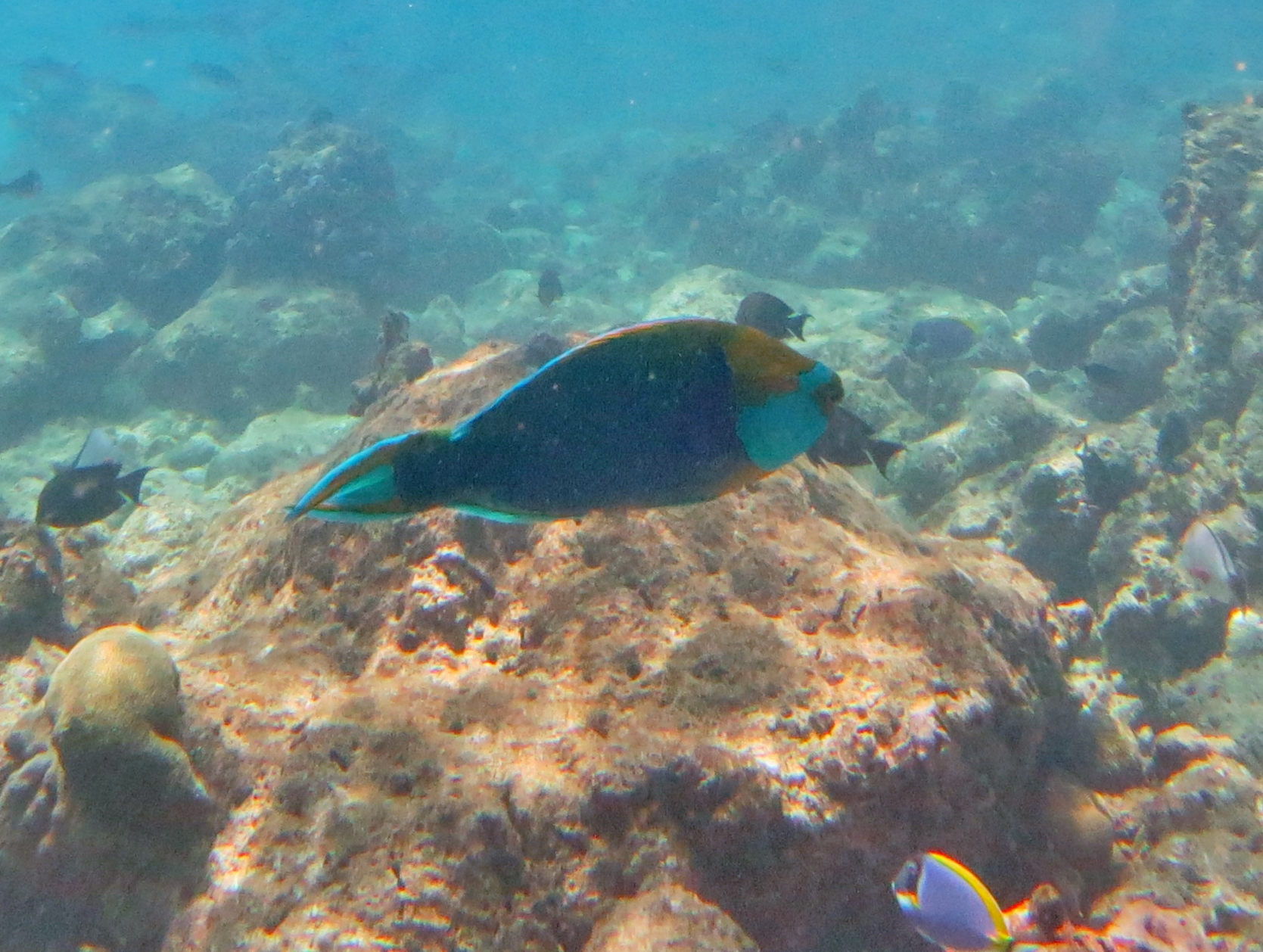
終端型雄魚

## 生態
喜成群地棲居於陡峭的珊瑚礁斜坡水域。以藻類及底棲生物為食。

## 經濟利用
食用魚，食用時可清蒸、紅燒或鹽燒。另外可作為觀賞魚。